# Articy:draft
Articy:draft는 네비고(Nevigo)가 개발한, 게임 디자이너 및 개발자를 위한 소프트웨어 도구이다. 게임 콘텐츠의 제작 및 편성을 위한 시각적인 환경을 제공하며 프로젝트 데이터를 다음을 포함한 다양한 포맷으로 내보낼 수 있다: XML, 마이크로소프트 오피스, 유니티. 유니티 내보내기 기능은 2017년 2월 출시된 Articy:draft 3에 추가되었다. Articy:draft을 이용하여 개발한 게임들로는 The Detail, Orwell을 포함한다.